# Darja Neszertschyk
Darja Anatoleuna Neszertschyk (belarussisch Дар’я Анатолеўна Несьцерчык, russisch Дарья Анатольевна Нестерчик; * 20. Dezember 1991) ist eine belarussische Biathletin.
Darja Neszertschyk startete international erstmals im Rahmen der Junioren-Weltmeisterschaften 2008 in Ruhpolding, wo sie 21. des Einzels, 29. des Sprints, 40. der Verfolgung und Siebte mit der Staffel wurde. Weitere Einsätze folgten 2009 in Canmore, hier erreichte sie die Platzierungen 20 im Einzel sowie  19 in Sprint und Verfolgung. Mit Iryna Kryuko und Nelia Nikalayeva gewann sie hinter der Vertretung aus Russland die Silbermedaille. Ihre dritte Junioren-WM lief Neszertschyk 2010 in Torsby. Bei den Wettbewerben in Schweden erreichte die Belrussin die Plätze 13 im Einzel, fünf im Sprint, 20 in der Verfolgung und gewann mit Kryuko und Dyjana Maskalenka die Bronzemedaille im Staffelrennen. Nur wenig später lief Neszertschyk auch bei den Junioren-Wettkämpfen bei den Biathlon-Europameisterschaften 2010 in Otepää, bei denen sie Elfte im Einzel, 19. des Sprints und 12. der Verfolgung wurde. Für das Staffelrennen wurde sie erstmals bei den Frauen im Leistungsbereich eingesetzt und erreichte an der Seite von Iryna Babezkaja, Karina Sawossik und Darja Jurkewitsch den achten Platz. Zum Ende der Saison nahm sie an den Militär-Skiweltmeisterschaften 2010 in Brusson teil und erreichte Platz 43 im Sprint.